# 克拉斯納 (特諾皮爾州)
49°36′43″N 25°10′3″E / 49.61194°N 25.16750°E
克拉斯納（烏克蘭語：Красна）是烏克蘭的村落，位於該國西部捷爾諾波爾州，由捷尔诺波尔区負責管轄，始建於1404年，面積3.86平方公里，2001年人口262，人口密度每平方公里68人。